# Dominican University College

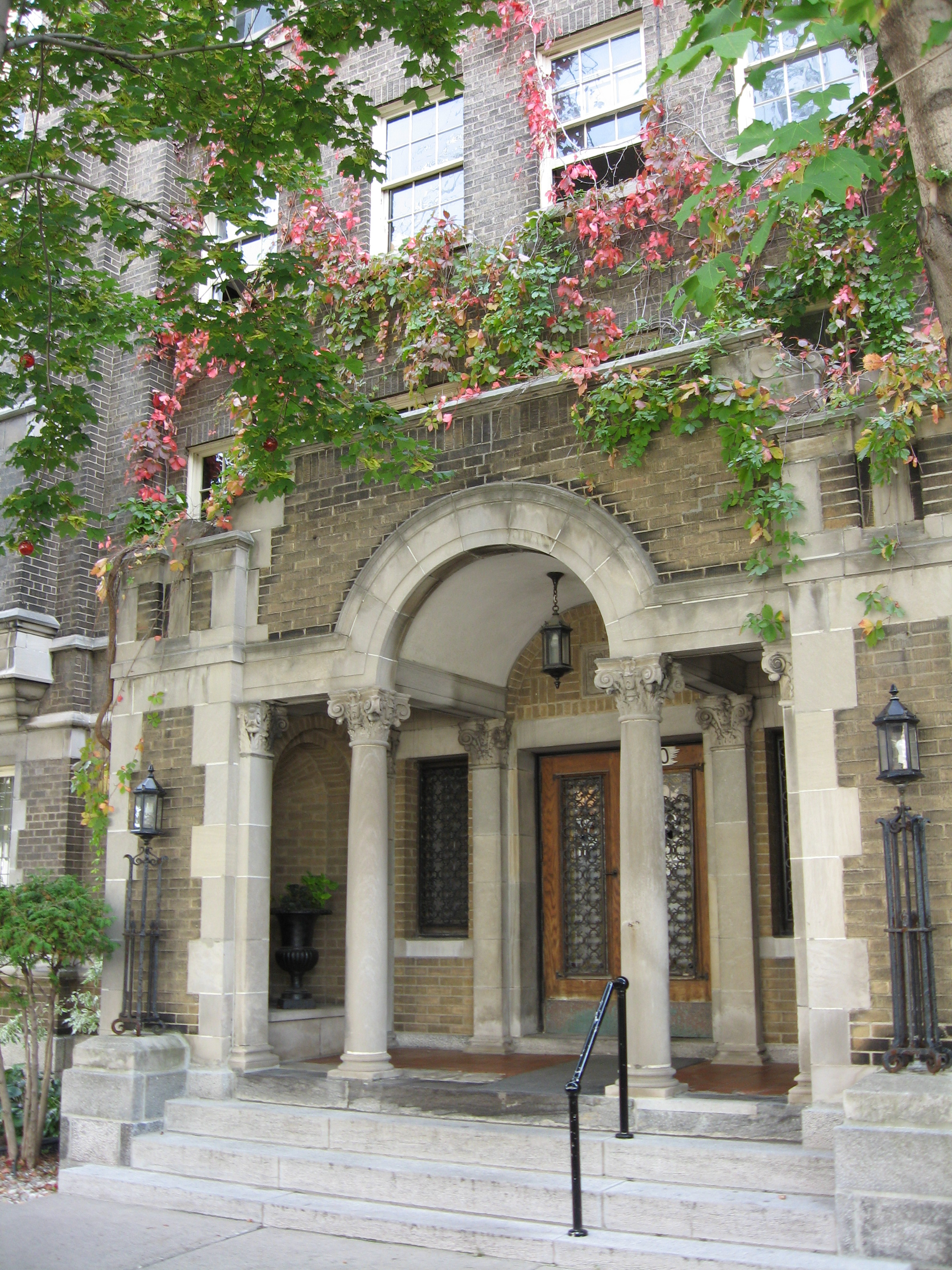
Dominican University College

Das Dominican University College (kurz DUC; französisch Collège universitaire dominicain) ist eine bilinguale, römisch-katholische Privatuniversität in Ottawa, Ontario, Kanada.
Die Hochschule wurde 1899 als Ordensschule der Dominikaner gegründet und 1900 als Schule für Theologie sowie 1902 ergänzend mit einer Schule für Philosophie weitergeführt. 1967 erfolgte mit der Anerkennung als College universitäre Studienangebote in Theologie und Philosophie. Sukzessive folgten ab 1992 neben den französischsprachigen Studienangebote auch Programme in englischer Sprache. Die Hochschule arbeitet mit der Carleton University zusammen und bietet Bachelor-, Master- und PhD-Programme an.